# May East
May East (còn được gọi là Maria Elisa Capparelli Pinheiro) là một nhà giáo dục người Anh / Brazil, nhà hoạch định không gian, ca sĩ và nhạc sĩ. Trong những năm qua, cô đã xen kẽ những hoạt động vận động, truyền cảm hứng đồng thời cũng là một nhà hoạt động xã hội.

## Sự nghiệp âm nhạc từ 1981 - 1992
East đến từ một cộng đồng nghệ thuật phát triển rất mạnh là từ São Paulo và Rio de Janeiro, Brazil. Nghệ thuật của May East, có thể là thông qua phim, video, nghệ thuật sắp đặt hay âm nhạc, thể hiện mối quan tâm sâu sắc đối với môi trường của Brazil cả ở các thành phố lớn và nội địa rộng lớn, đặc biệt là các khu rừng nhiệt đới của Amazon.
Là một nghệ sĩ, May East bắt đầu sự nghiệp với tư cách là một ca sĩ trong ban nhạc Gang 90 & absurdettes vào năm 1981. Những bài hát của họ pha trộn làn sóng mới với thơ beatnik và hợp xướng nữ, lấy cảm hứng từ ban nhạc làn sóng mới B-52s. Gang 90 được coi là tiền thân của tất cả các ban nhạc làn sóng mới của thập niên 80 ở Brazil.
Năm 1982, cô hợp tác với nhóm videoart TVDO độc lập  và hợp tác với nhà sản xuất Nelson Motta đồng sản xuất chương trình truyền hình Mocidade Independente  cho TV Bandeirantes.
Năm 1984, cô phát hành đĩa đơn đầu tiên, "Fire in the jungle / Índio", ở Brazil, Hà Lan và Nhật Bản với EMI. Fire in the Jungle trở thành nhạc nền cho bộ phim Areias Escaldantes của đạo diễn độc lập bởi Francisco de Paula.
Vài tháng sau, album đầu tiên của cô là Remota Batucada đã được phát hành. Âm nhạc trong album này là một nhánh gốc của nhạc điện tử, âm nhạc dân gian và new wave pop và được đặt tên là "tribal ie-ie". East cũng phát hành album Tabapora và Charites. Cô chuyển đến Anh và sau đó đến cộng đồng Findhorn của Scotland, nơi cô tập trung vào các hoạt động sinh thái và bắt đầu thuyết giảng và hội thảo. Vào cuối những năm 90, cô phát hành các album: Cave of the Heart (với hợp xướng cộng đồng Findhorn) và Cómiicc Breath (với chồng cũ Craig Gibsone); và 1001 Faces (album solo) vào năm 2002.

## Nhà giáo dục bền vững 1995- nay
May East đã đóng một vai trò nổi bật trong việc phát triển mối quan hệ giữa Liên Hợp Quốc và Công ty sinh thái Findhorn, đỉnh điểm là thành lập CIFAL Scotland năm 2006. Trung tâm đào tạo liên kết của Viện nghiên cứu và đào tạo Liên hợp quốc ở Bắc Âu đã hoạt động được 10 năm như một trung tâm nâng cao năng lực, lãnh đạo và chia sẻ kiến thức giữa chính quyền địa phương và khu vực, các tổ chức quốc tế, khu vực tư nhân và xã hội dân sự dưới sự lãnh đạo của May.
Cô hiện là Giám đốc điều hành của Gaia Education, một tập đoàn quốc tế gồm các nhà thiết kế và giáo dục bền vững từ các trung tâm nghiên cứu và phát triển cho lối sống hạn chế carbon. Gaia Education hỗ trợ phân phối chương trình tại 49 quốc gia, diễn ra trong các môi trường từ cộng đồng bộ lạc và truyền thống đến các khu du lịch sinh thái có chủ ý và từ khu ổ chuột đô thị đến các trường đại học và trung tâm R & D.
Từ năm 2010 May East đã phát triển một loạt các hoạt động Học tập dựa trên Dự án hỗ trợ các cộng đồng bản địa và người di cư và truyền thống của họ, nhằm tồn tại trong môi trường thay đổi nhanh chóng đồng thời tăng cơ hội họ có thể thiết kế tương lai như mong muốn. Các dự án thúc đẩy các phương pháp tích hợp để quản lý đất đai cho đất lành mạnh hơn, năng suất dinh dưỡng và tăng cường khả năng phục hồi khí hậu.
Là một thành viên UNITAR, cô có bằng Thạc sĩ về Quy hoạch không gian với chuyên môn về các phương pháp tích hợp để phục hồi các thị trấn bị bỏ hoang ở miền Nam nước Ý, giúp cho việc tái kích hoạt các khu định cư bị bỏ hoang, được gọi là thị trấn ma ở miền nam châu Âu. Cô đã đóng góp một chương về những phát hiện của mình cho cuốn sách Từ xung đột đến bao gồm trong nhà ở: From Conflict to Inclusion in Housing: Interaction of Communities, Residents and Activists.
Cô đóng góp bài viết cho Tạp chí Scientific Journal của Hiệp hội sinh thái châu Âu.
May đã được xếp vào danh sách 100 nhà lãnh đạo khả năng bền vững toàn cầu ba năm liên tiếp (2011, 2012, 2013), được đưa ra bởi Ken Hickson, Chủ tịch / Giám đốc điều hành của Sustain Ability Showcase Asia and ABC Carbon. Danh sách công nhận 100 lãnh đạo trên khắp thế giới trong lĩnh vực phát triển bền vững.
May East đã nhận được giải thưởng Women of the Decade in Sustainability & Leadership Award trao tặng bởi Diễn đàn kinh tế phụ nữ và All Ladies League vào năm 2019.
Kể từ 2013, May East đã đóng góp nhiều bài viết cho các tạp chí The Scotsman và The Guardian.